# Тауер (остров)
Тауер (на английски: Tower Island) е остров в архипелага Палмър, разположен в североизточната част на море Белингсхаузен, попадащо в акваторията на Тихоокеанския сектор на Южния океан. Остров Тринити се намира в най-източната част на архипелага, като е разположен на 37 km северно от полуостров Тринити, най-северната част на Антарктическия полуостров. На югозапад протока Гилбърт го отделя от остров Тринити. Дължина от север на юг 7,1 km, ширина 4,9 km, площ 16 km². Бреговата му линия е силно разчленена от множество малки заливи и полуострови. Релефът е нископланински с максимална височина 305 m.
Островът е открит на 30 януари 1820 г. от ирландския ловец на тюлени Едуард Брансфийлд.